# Fonturi cu contrast invers

Tip „italian” în contrast invers într-o carte de specimene din 1828 a companiei George Bruce din New York. Mai jos este prezentat un design „”, un tip de asemenea popular în tipăriturile de la începutul secolului al XIX-lea. Ambele tipuri de caractere sunt foarte îndrăznețe, dar liniile groase ale „fat face” sunt verticalele normale, iar cele ale „italianului” sunt orizontale.

O formă de literă cu contrast invers sau cu accent invers este un font⁠(d) sau o literă⁠(d) personalizată în care accentul⁠(d) este inversat față de normă, ceea ce înseamnă că liniile orizontale sunt cele mai groase. Acest lucru este invers față de liniile verticale care sunt de aceeași lățime sau mai groase decât cele orizontale, ceea ce este normal în scrierea alfabetului latin și în special în tipărire. Rezultatul este un efect dramatic, în care literele par să fi fost tipărite invers. Stilul a fost inventat la începutul secolului al XIX-lea ca o noutate care să atragă atenția pentru fonturile de afișare⁠(d). Designerul de fonturi moderne Peter Biľak⁠(d), care a creat un design în acest gen, le-a descris ca fiind „un truc murdar pentru a crea forme de litere ciudate care ieșeau în evidență”.
Literele cu contrast invers sunt rareori utilizate pentru corpul textului, fiind folosite mai mult în aplicații de afișare⁠(d), cum ar fi titlurile și posterele, în care structura neobișnuită poate fi deosebit de atrăgătoare. Au fost deosebit de comune în secolul al XIX-lea și au fost reînviate ocazional de atunci. Ele ar putea fi considerate ca desene Slab serif⁠(d) datorită serifurilor îngroșate și sunt adesea caracterizate ca făcând parte din acest gen.
Efectul contrastului invers a fost extins la alte tipuri de caractere, cum ar fi Sans-serif⁠(d). Nu există nicio legătură cu tipărirea cu contrast invers, în care textul deschis este tipărit pe un fundal negru.

## Context istoric

Unghiul diagonal de accent în fontul, bazat pe tipografia venețiană din anii 1470. Cea mai îngustă parte a cursei este în partea de sus stânga/jos dreapta, astfel încât axa este diagonală

De-a lungul dezvoltării alfabetului latin modern, cu o majusculă bazată pe majuscule romane pătrate și litere mici bazată pe scris de mână, a fost normal ca liniile verticale să fie în general puțin mai groase decât cele orizontale. Tipurile „romane” sau „antiqua” timpurii au urmat acest model, plasând adesea punctul cel mai subțire al literelor într-un unghi, iar liniile de jos fiind mai grele decât cele de sus, imitând scrisul unui scriitor dreptaci care ținea o pană de scris. (În schimb, alfabetul ebraic este în mod normal „contrast invers” din perspectiva alfabetului latin, deoarece verticalele sunt mai ușoare.)
De la sosirea caracterelor romane în jurul anului 1475 până la sfârșitul secolului al XVIII-lea, a avut loc o dezvoltare relativ redusă a designului literelor, deoarece majoritatea fonturilor din acea perioadă erau destinate textului de corp și au rămas relativ asemănătoare în design și înrădăcinate în tradițiile scrisului de mână umanist italian.

Un tip Didone,, de la sfârșitul secolului al XVIII-lea. Contrastul a fost mărit, iar axa contrastului a devenit mai pur verticală

Începând cu secolul al XVII-lea, tipografii au dezvoltat ceea ce astăzi se numește transitional și apoi tipuri „moderne” sau Didone. Aceste tipuri de caractere aveau o cantitate mult mai mare de contrast al caracterelor decât înainte, cu o diferență în lățimea caracterelor mult mai mare decât în tipurile anterioare. Acestea aveau forme de litere mai construite, care se apropiau de caligrafia acerbă a perioadei, și orizontale și detalii cu serife îndrăzneț de subțiri, care puteau pune în evidență calitatea din ce în ce mai ridicată a hârtiei și a tehnologiei de tipărire a perioadei. În plus, aceste fonturi aveau un accent strict vertical: fără excepție, liniile verticale erau mai groase decât cele orizontale, creând un design mult mai geometric și modular.

Un font convențional de tip slab-serif,. Serifurile au fost îngroșate, iar contrastul este minim

O a doua evoluție majoră a perioadei a fost apariția posterelor tipărite și utilizarea din ce în ce mai frecventă a semnalisticii și a tiparului pentru publicitate și reclamă. Acest lucru a determinat dorința de a dezvolta noi tipuri de litere care să atragă privirile. Ca urmare, au început să apară noi stiluri de litere și „Display type⁠(d)” (tipuri de afișare), cum ar fi „Fat face⁠(d)” bold faces, litere Sans serif⁠(d), aparent inspirate de antichitatea clasică, și apoi slab-serifs⁠(d). Aceste forme de litere au fost o nouă plecare și nu doar versiuni mai mari ale literelor serif tradiționale. Probabil pentru a fi mai atractive, aceste noi stiluri de litere erau adesea extrem de îndrăznețe.

## Primele tipuri de caractere cu contrast invers
Cel mai vechi font cunoscut cu contrast invers datează din jurul anului 1821. A fost creat de Caslon Type Foundry⁠(d) din Londra (numită pe atunci Caslon and Catherwood), probabil ca o parodie a caracterelor și literelor „Didone” de contrast ridicat din acea perioadă. Un design doar pentru majuscule, poansoanele⁠(d) din oțel ale turnătoriei supraviețuiesc în colecția St Bride Library⁠(d), Londra.
Caracterele italiene Caslon au un design foarte clar „conceptual”, luând în mod deliberat aspecte ale fontului „fat face” și inversându-le unul câte unul; Nick Sherman comentează că „prezintă o abordare foarte literală a inversării greutății caracterelor, astfel încât caracterele groase devin subțiri și caracterele subțiri devin groase.” Are serifi foarte groase, astfel încât spațiul dintre serifuri și trăsăturile principale care alcătuiesc literele este foarte mic, așa cum se poate observa la litere precum „E” și „S”. Pentru a face efectul și mai șocant, serifurile triunghiulare au fost inversate (devenind mai subțiri pe măsură ce întâlneau litera, nu mai groase), iar linia mai groasă de pe „A” a fost mutată din poziția sa normală de pe dreapta (poziția naturală care se potrivește scrisului de mână al unui dreptaci) pe stânga, creând o literă care pare să fi fost desenată invers. Scriind pentru revista Print, Paul Shaw l-a descris ca fiind „unul dintre cele mai bizare tipuri de serife din secolul al XIX-lea.” Paul Barnes⁠(d) și Christian Schwartz⁠(d) îl descriu ca fiind „pervers [dar] realizat cu siguranță și încredere.”
Compania Caslon a denumit acest tip „Italian”. Mai multe tipuri de afișare din acea vreme au primit denumiri exotice: cam în aceeași perioadă, „egiptean” a fost aplicat tipurilor cu serife de tip sans- (și apoi slab-) și „Antique” tipurilor cu serife de tip slab; acest lucru a devenit din ce în ce mai comun mai târziu în secol, pe măsură ce au fost realizate fețe de afișare mai fanteziste. Shields scrie că „nu am găsit nicio dovadă a unor exemple mai vechi decât cele ale Caslon & Catherwood”. Nicolete Gray⁠(d) era pregătită să creadă că era „probabil” de origine italiană, însă a fost influențată de scriitorul francez despre tipografie Francis Thibaudeau⁠(d) care susținea în cartea sa din 1921 La Lettre d'Imprimerie că stilul a apărut în Franța în timpul Primul Imperiu Francez (1804-1814/15), înainte de prima sa apariție cunoscută în Marea Britanie. Shields (2008) respinge afirmația lui Thibaudeau: „Thibaudeau pare singur... și nu atribuie niciunei turnătorii franceze originea tipului. În investigațiile mele de până acum nu am găsit nicio dovadă a unor exemple mai vechi decât cele ale lui Caslon & Catherwood. ... Primul exemplar francez cu o dată confirmată este Laurent & Deberny's 1835 broadside.” Barnes comentează, de asemenea, «Nu am văzut niciodată surse franceze sau italiene», dar a lăsat originea designului ca o întrebare deschisă. Designurile cu contrast invers seamănă ușor cu scrierea Capitalis rustica⁠(d) din Roma Antică, care are, de asemenea, serife orizontale emfatice în partea de sus și de jos, deși aceasta poate fi o coincidență. Au fost folosite și alte denumiri, precum egiptean.

La câțiva ani de la introducerea lor, eminentul tipograf Thomas Curson Hansard⁠(d) le-a deplâns ca fiind „monstruozități tipografice”:
Moda și fantezia se plimbă în mod obișnuit de la o extremă la alta. Liniilor fine și serifurilor cu muchie de brici ale tipului [Didone] ... le-a reușit o inversare a serifurilor slab ... a cărei proprietate este că loviturile care formează literele sunt toate de o grosime uniformă! După aceasta, cine ar fi crezut că ar putea fi concepută o extravaganță și mai mare? Rămâne, totuși, de precizat că ingeniozitatea unui fondator a creat un tip în care forma naturală este inversată, transformând toate serifele și liniile fine în litere groase, iar literele groase în stângace. Oh! nuanțe sacre de [eminenți fondatori de caractere din trecut] Moxon⁠(d) și van Dijck⁠(d), de Baskerville⁠(d) și Bodoni⁠(d)! Ce ați fi spus despre monstruozitățile tipografice expuse aici, pe care le-a produs Moda în epoca noastră? Și cei care ne vor urma, la fel de mulți ani după cum ne-ați precedat voi, cărei epoci sau ființe vor atribui semnele expuse aici ca specimen?
În schimb, Walter Tracy⁠(d) a descris designul în 1986 drept „un «jeu d'esprit», care nu trebuie judecat în termeni estetici convenționali.”

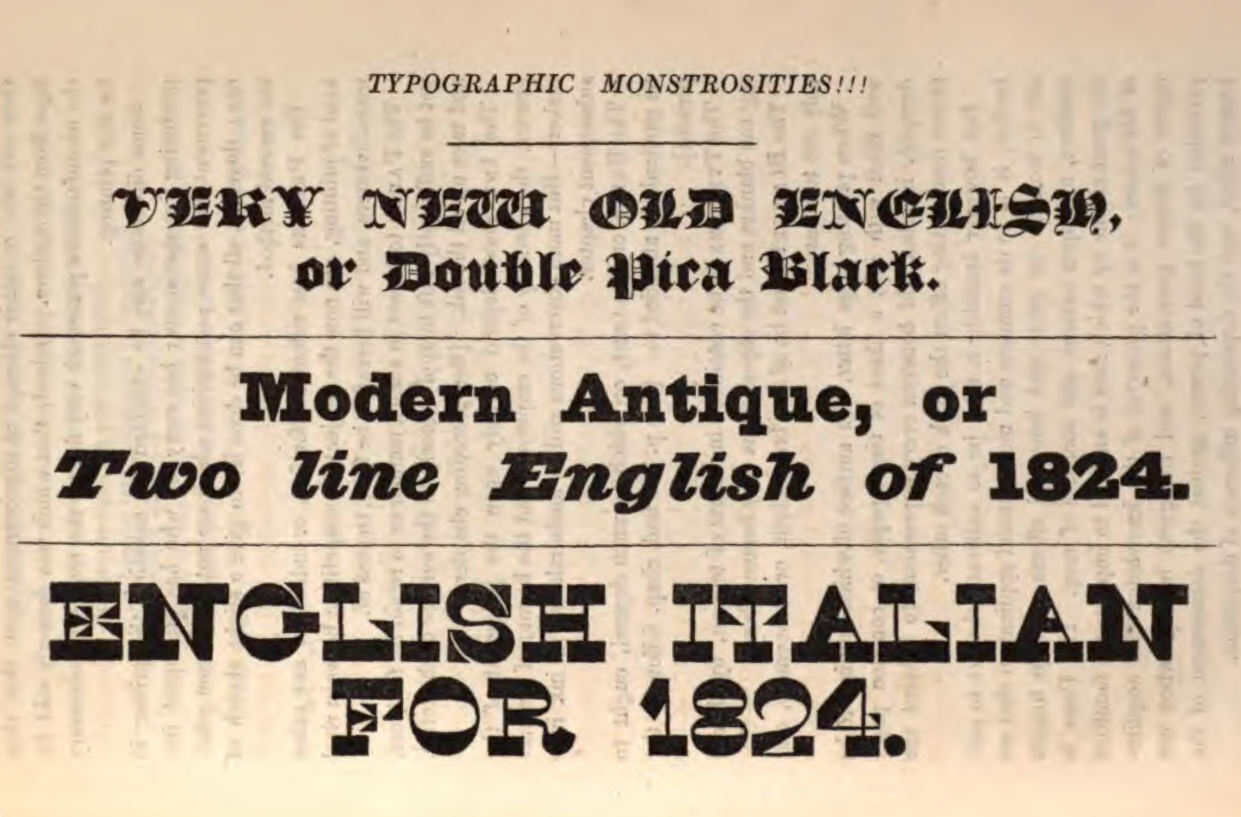
Galeria din 1825 a lui Hansard de „monstruozități!!!” ultra-bold Fonturile sunt Blackletter⁠(d), Slab serif⁠(d) și tipul „italian” din partea de jos. („English” din cele două mostre de jos se referă la mărimea fontului⁠(d).)
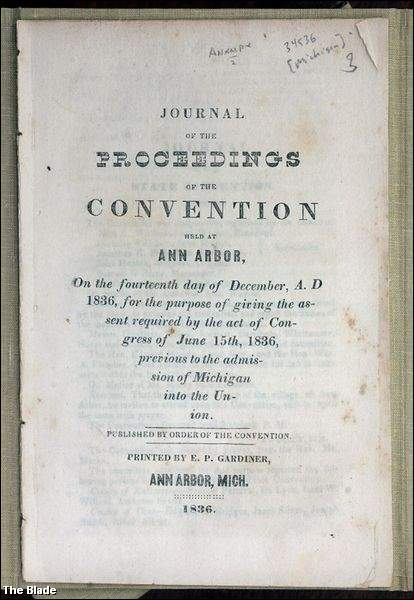
Un document⁠(d) tipărit în 1836, prezentând fonturile Didone (textul din corp), „Italian” (cuvântul „proceedings”) și primele fonturi sans-serif. Tipul „italian” este Caslon's Italian sau o copie apropiată. Documentul a fost tipărit în Michigan, arătând cât de mult pătrunsese stilul italian la aproximativ 15 ani după apariția sa la Londra.
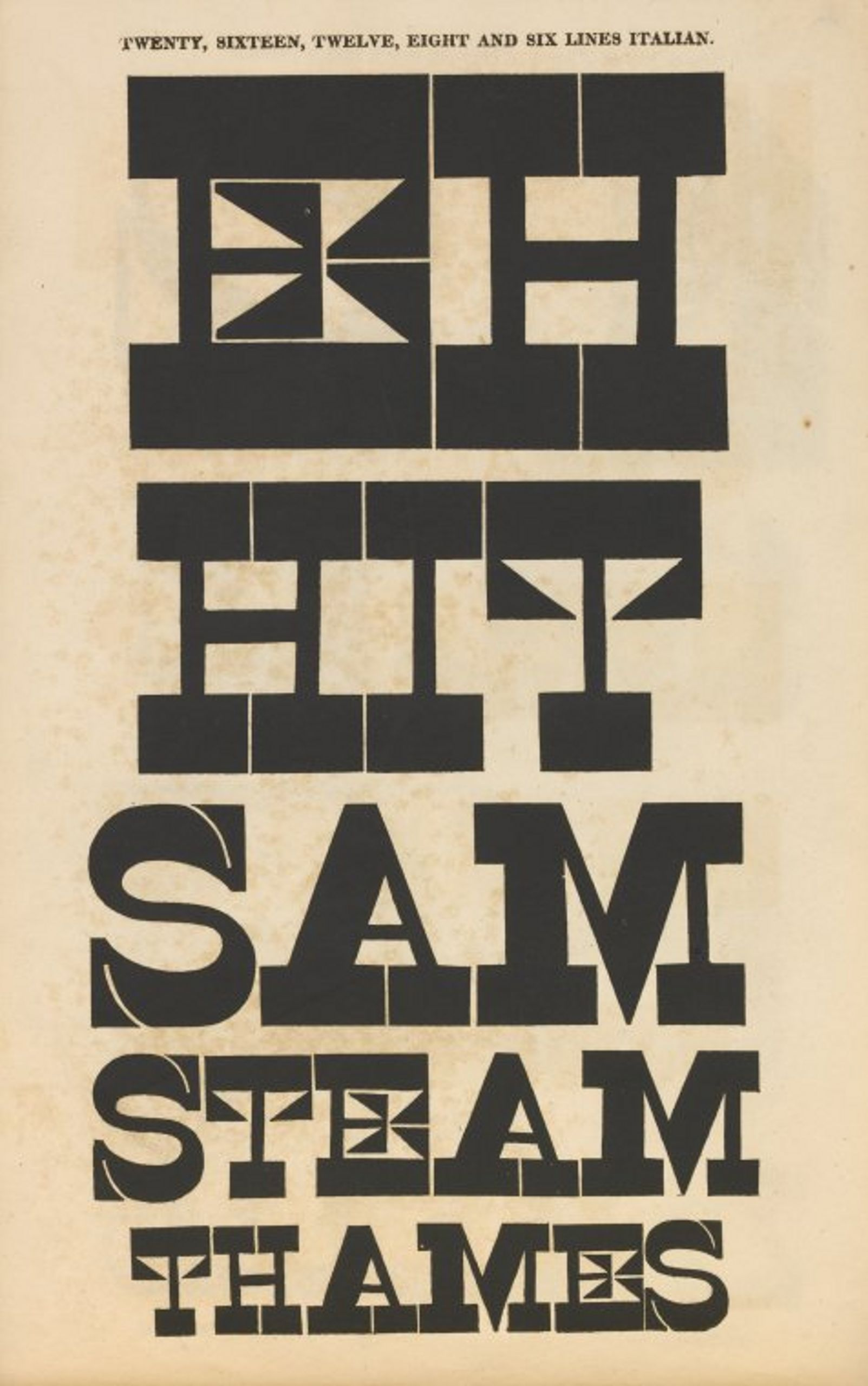
Contrast invers executat în lemn de William Leavenworth, c.

Se pare că designul a avut succes, deoarece s-a răspândit rapid în Statele Unite și în alte părți. Un tip italian a apărut pentru prima dată în Statele Unite într-un specimen din 1826 al Star, Little & Co, iar turnătoria George Bruce din New York prezintă unul în cartea sa de specimene din 1828. Au fost lansate numeroase versiuni ale unor modele similare, atât în metal, cât și ca caractere de lemn.{{efn|Alte specimene de cărți digitalizate din acea perioadă care prezintă italieni sunt Caslon 1841, Bruce 1869, Boston, 1880. Mai multe modele italiene au fost lansate ca caractere de lemn începând cu 1837.
Au fost realizate mai multe digitizări ale stilului italian. Karloff a lui Peter Biľak⁠(d) este o familie de fonturi cu contrast normal și contrast invers asortat, cu majuscule și litere mici, împreună cu un design cu serif slab cu contrast scăzut, toate cu aceeași structură de bază. Biľak și colegii săi au încercat să inverseze strict contrastul unui font Didone convențional și să le interpoleze pe cele două pentru seriful slab cu contrast redus. Acestea au fost lansate ca Karloff Positive, Negative și Neutral, numele făcând referire la Boris Karloff. O relansare doar cu majuscule cu contrast extrem de ridicat este Maelstrom a lui Kris Sowersby⁠(d), care are și un design însoțitor sans-serif. Paul Barnes de la Commercial Type⁠(d) a lansat o renaștere italiană, împreună cu informații detaliate despre cercetarea efectuată pentru proiect și un design antic francez însoțitor (vezi mai jos). Arbor de la Village Type este, de asemenea, o literă mică, în timp ce Slab Sheriff de la Match & Kerosene este doar cu majuscule, cu un „A” care prezintă accentul convențional pe dreapta. O altă digitizare a fost realizată de Justin Howes⁠(d) pentru uz privat.

## French Clarendon
Ideea contrastului invers a fuzionat cu un gen separat de față de tip slab-serif, cunoscut sub numele de Clarendons⁠(d). La mijlocul și sfârșitul secolului al XIX-lea, a devenit popular pentru turnătoriile de caractere să ofere variante de contrast invers ale Clarendon, un gen popular de caractere cu serife, în special în Statele Unite, creând serifuri mari în bloc în partea superioară și inferioară a literei. Acest tip era cunoscut sub numele de „French Clarendon”. Avantajul tipului French Clarendon era că permitea folosirea unor serifuri foarte mari, atrăgătoare pentru ochi, în timp ce literele rămâneau înguste, corespunzând dorinței creatorilor de afișe pentru un tip condensat, dar foarte îndrăzneț. Desenele French Clarendon au fost adesea create în caractere de lemn, utilizate pentru litere mari de tipar pe postere. Ele sunt adesea asociate cu tipărirea „vestului sălbatic” și văzute pe afișe de circ și anunțuri de căutare în filmele western, deși stilul a fost într-adevăr folosit în multe părți ale lumii în această perioadă. Stilul este uneori numit „circus letter”. Practica a fost mai puțin populară la tipografii mai artizanale: DeVinne⁠(d) a comentat în 1902 că „Pentru a fi urât, trebuie doar să fie văzut.” În Europa, stilul era uneori numit Italienne, corespunzând denumirii Caslon. Spre deosebire de tipul original Caslon, care prezintă orizontale în mijlocul literei (cum ar fi bara încrucișată din H) care sunt adesea, dar nu întotdeauna groase, tipurile Clarendon franceze au singurele linii groase în partea de sus și de jos, iar toate orizontalele interioare sunt subțiri și sunt, în general, mai puțin „conceptual” de contrast invers, cu serifuri într-o aliniere mai convențională în afară de liniile groase din partea de sus și de jos.
Deși Bodoni și Didot și-au alimentat desenele cu practicile caligrafice ale epocii lor, ei au creat forme noi care s-au ciocnit de tradiția tipografică și au dat naștere unei lumi noi și ciudate, în care atributele structurale ale literei - serif și tijă, trăsături groase și subțiri, accent vertical și orizontal - urmau să fie supuse unor experimente bizare ... Au apărut fonturi de o înălțime, lățime și profunzime uimitoare: extinse, contractate, umbrite, inline, îngroșate, fațetate și înflorite. Serifele și-au abandonat rolul de detalii de finisare pentru a deveni structuri arhitecturale independente, iar accentul vertical al literelor tradiționale a fost înclinat în direcții noi. 
David Shields raportează că primul tip al genului este fața „French Antique” a lui Robert Besley & Co. (care a lansat și a protejat prin drepturi de autor prima față Clarendon) într-un specimen din 1854. Universitatea Texasului din Austin, care păstrează o arhivă mare de caractere americane din lemn, raportează că primul tip French Clarendon din lemn cunoscut a fost emis de William Hamilton Page⁠(d) în 1865. Colecția lor prezintă multe alte denumiri folosite pentru tipurile de lemn care prezintă caracteristici de contrast invers, inclusiv „Celtic”, „Belgian”, „Aldine” și „Teutonic”, precum și „Italian” și uneori „Tuscan” sau „Etruscan”. (La acea vreme nu exista pe deplin o separare între numele genurilor și numele caracterelor, astfel încât acestea pot fi numele unor tipuri individuale sau, dacă s-au dovedit populare, numele subgenului pe care l-au creat.) Cel puțin un font sans-serif cu contrast invers a fost dezvoltat în această perioadă.
Au fost realizate o varietate de adaptări mai moderne ale stilului, inclusiv Robert Harling's Playbill (1938) și mai recent Adrian Frutiger⁠(d)'s Westside, URW++⁠(d)'s Zirkus și Bitstream's P. T. Barnum.

Scriind despre motivul pentru care a creat un design în acest gen, Frutiger, un designer mai cunoscut pentru munca sa în genul Sans-serif⁠(d), a comentat:
Ca designer de caractere am vrut să desenez ceva în fiecare stil. Este o chestiune de mândrie profesională ... Italienele existente, cu picioarele lor mari, mi s-au părut prea dure și stricte ... curbele fine ale serifurilor dau Westside propria sa expresie. Un text scris în acest font arată ca un model de țesut ... Mi-a plăcut foarte mult să-l desenez. În primul rând, a fost foarte distractiv.
Frutiger a decis să revină la modelul tipului Caslon, în care toate orizontalele erau groase, cu excepția celor de pe „a” și „e”, care, în opinia sa, nu puteau fi încadrate în acest sistem.

## Tipuri moderne cu contrast invers
Datorită designului lor ciudat, realizat manual, versiunile mai ușoare ale stilului French Clarendon au fost populare pentru utilizări precum postere de film în anii '50 și '60.
O modernizare bine evaluată a stilului a fost Trilby by David Jonathan Ross, care a scris și a ținut prelegeri despre istoria genului. Lansată de Font Bureau⁠(d), aceasta amintește de revivalurile Clarendon din anii 1950. Acesta încearcă să adapteze stilul pentru a fi utilizat într-o gamă mult mai largă de contexte, mergând atât de departe încât să fie utilizabil pentru text. Bigfish este o altă modernizare inspirată de litere, în care accentul cel mai gros este în partea de sus. Alte adaptări au păstrat conceptul dar au schimbat genul, prezentând caractere Sans-serif⁠(d) sau script în același stil. Antique Olive⁠(d) din 1966 de Roger Excoffon este un design sans-serif bine cunoscut cu aspecte subtile de contrast invers, vizibile în special în stilul său ultra-bold „Nord”, în timp ce Signo este un design sans-serif cu contrast invers din 2015.

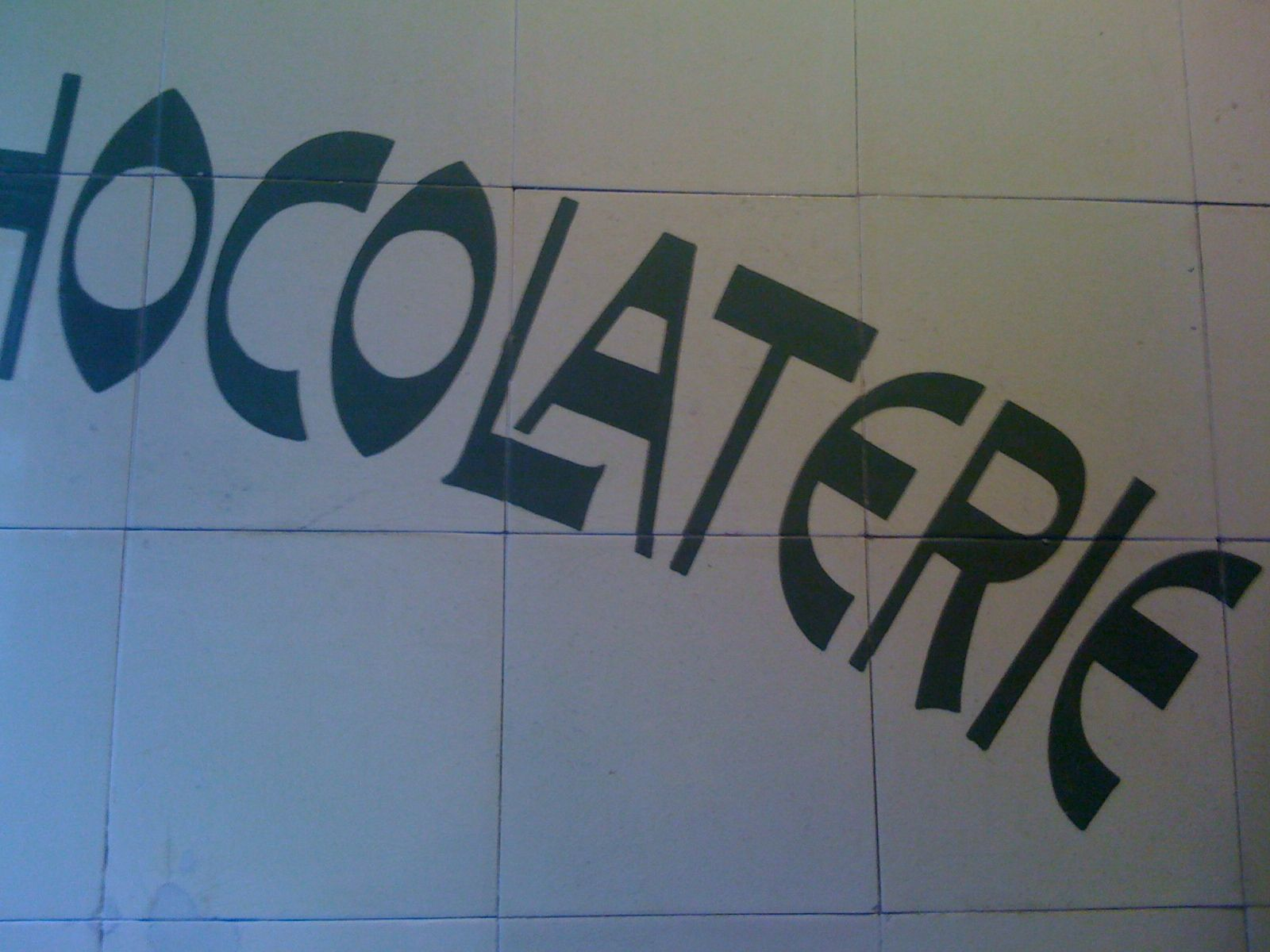
Litere cu contrast invers pe gresie la o ciocolaterie din Haga, Olanda. Dată necunoscută.
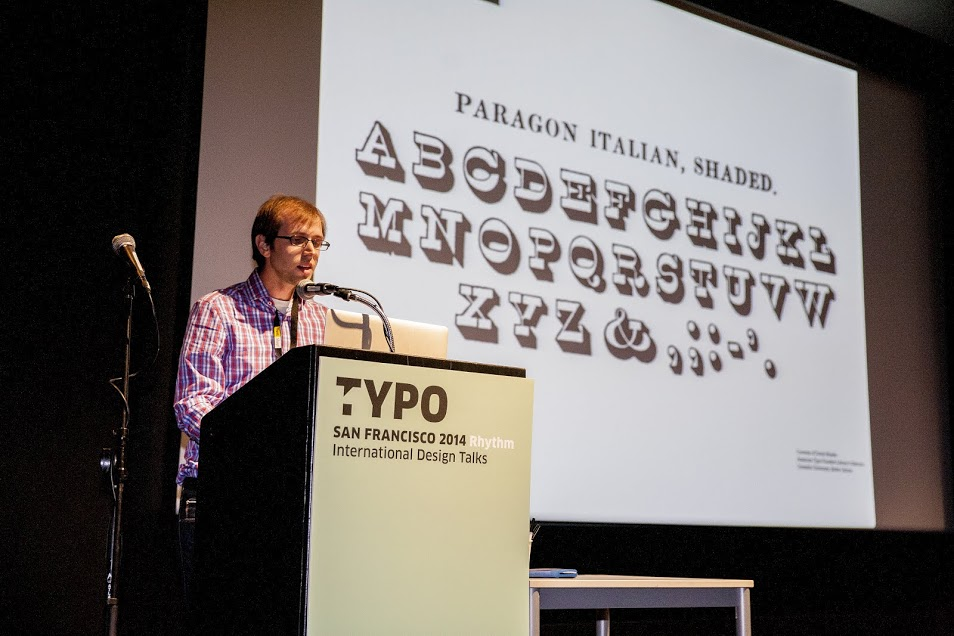
David Jonathan Ross vorbind despre istoria literelor cu contrast invers
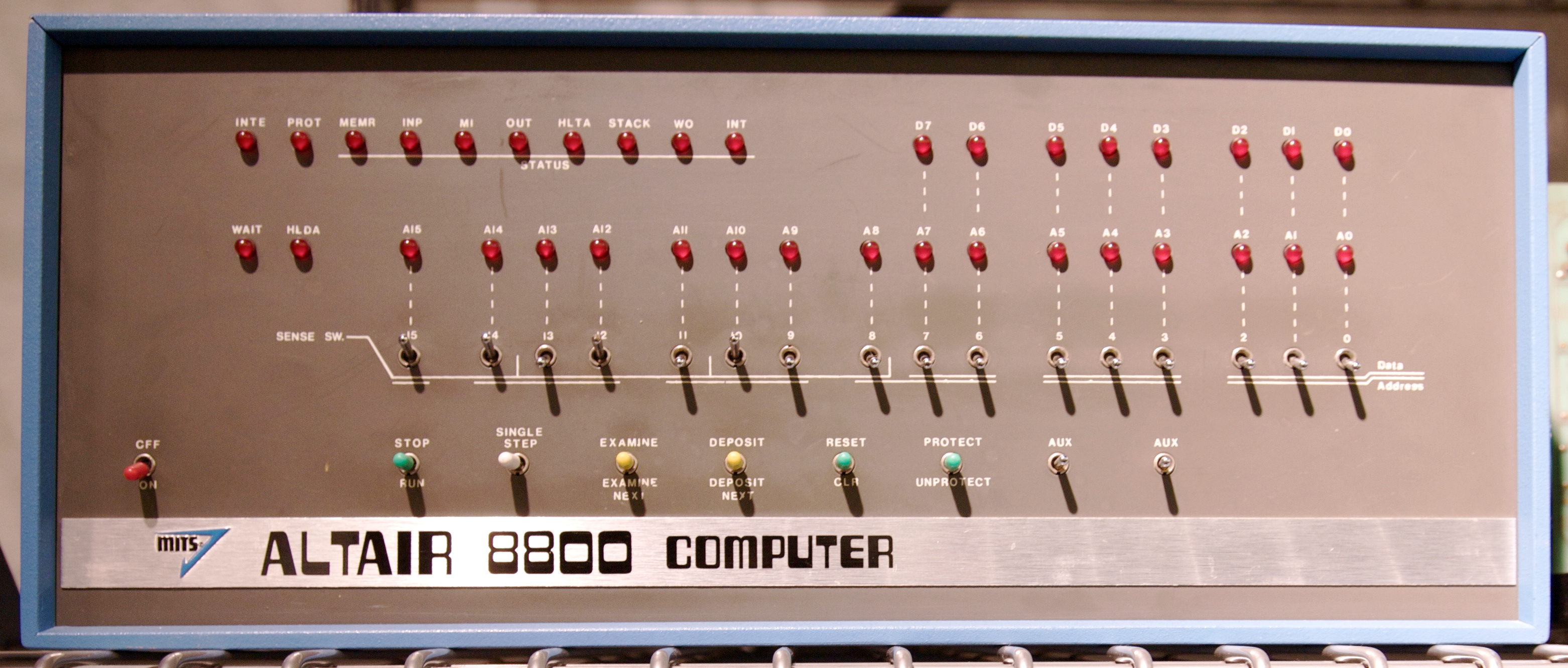
Diverse accente neobișnuite pe sigla computerului Altair 8800, 1975.

## Notă explicativă
1. ↑  Designul feței grase este Elephant de Matthew Carter⁠(d), o renaștere modernă a genului.Kent Law (28 octombrie 2009). „New Faces in Washington”. Font Bureau. Arhivat din original la 23 mai 2016. Accesat în 24 noiembrie 2015.
2. ↑  Nu era însă acesta singurul mod în care fonturile puteau părea diferite: diferențele de X-height⁠(d), spațiere, condensare și culoare pe pagină⁠(d) pot face ca fonturile de corp de text să pară diferite ca design, chiar dacă literele individuale nu sunt atât de diferite.
3. ↑  Tipurile Didone erau numite la acea vreme „moderne” pentru imaginea lor sofisticată; numele a căzut din uz deoarece au devenit mai puțin comune în corpul textului de la sfârșitul secolului al XIX-lea.
4. ↑  Rockwell este de fapt din anii 1930.„Sentinel's Ancestors”. Typography. Arhivat din typography.com/fonts/sentinel/history/ original Verificați valoarea |url= (ajutor) la 28 aprilie 2019. Accesat în 14 august 2015.
5. ↑  Barnes and Schwartz prezintă imagini ale perforatoarelor supraviețuitoare pentru dimensiunea Five Lines Pica din anii 1830, care nu a fost prima dimensiune lansată.
6. ↑  Slab-serif letterforms erau noi la acea vreme. Cel mai timpuriu exemplu datat este scrisul în xilogravură pe o reclamă din 1810 din Londra, apoi o serie de fonturi de la Vincent Figgins⁠(d) din c. 1817.Mosley, James. „The Nymph and the Grot: an Update”. Typefoundry blog. Accesat în 12 decembrie 2015.
7. ↑  Caracteristica definitorie a fonturilor „toscane” este că au vârfuri de diamant care ies din literă și/sau serifuri ornamentate, dar unele erau și cu contrast invers.Lupton, Ellen (15 aprilie 2014). Thinking with Type. Chronicle Books. p. 23. ISBN 9781616890452.